# Pōmare IV de Tahití

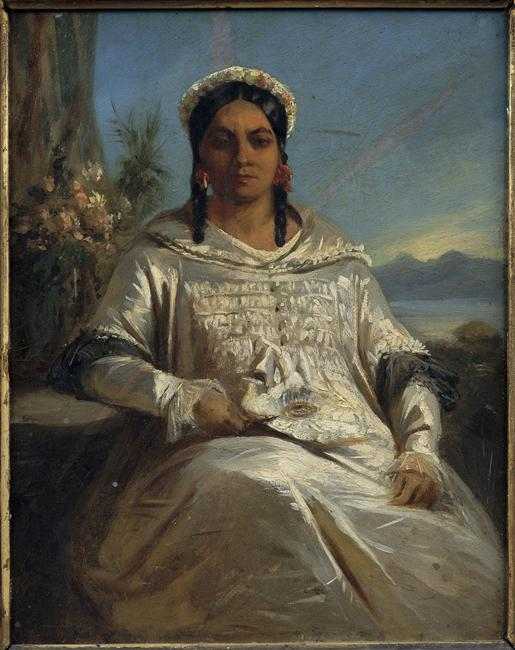
Reina Pōmare IV, retrato de Charles Giraud, Musée du quai Branly.

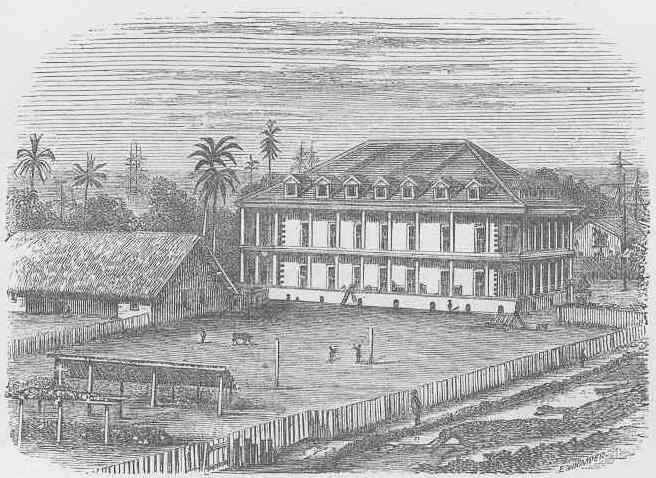
Residencia real de la Reina (LMS, 1869, p.30)

Pōmare IV (ʻAimata Pōmare IV Vahine-o-Punuateraʻitua; 28 de febrero de 1813 - 17 de septiembre de 1877), también conocida como ʻAimata - "devoradora de ojos", según una antigua costumbre de la gobernante de comerse el ojo del enemigo derrotado, fue la reina de Tahití entre 1827 y 1877.

## Familia
Pōmare era la hija de Pōmare II y Teriʻitoʻoterai Tere-moe-moe, su segunda esposa. Su abuelo era Pōmare I, primer rey de Tahití.
Tuvo éxito como gobernante de Tahití después de la muerte de su hermano Pōmare III cuando solo tenía 13 años.

## Biografía
En 1843, Francia declaró a Tahití un protectorado francés e instaló un gobernador en Papeete. Luchó en vano contra la intervención francesa, escribió al rey Luis Felipe I de Francia y a la reina Victoria del Reino Unido, solicitó en vano la intervención británica y se exilió a Raiatea en protesta. Lo que siguió fue la sangrienta guerra franco-tahitiana que duró desde 1843 hasta 1847 e involucró a todos los reinos de las Islas de la Sociedad. Los tahitianos sufrieron muchas bajas, pero las pérdidas francesas también fueron grandes. Aunque los británicos nunca asistieron a los tahitianos, condenaron activamente a Francia y la guerra casi se rompió entre las dos potencias en el Pacífico. Estos conflictos terminaron con la derrota de las fuerzas tahitianas en el Fuerte de Fautaua. Los franceses fueron victoriosos, pero no pudieron anexarse a la isla debido a la presión diplomática de Gran Bretaña, por lo que Tahití y Moorea continuaron siendo gobernados bajo el protectorado francés. Una cláusula del acuerdo de guerra era que los aliados de la reina Pōmare en Huahine, Raiatea y Bora Bora podrían seguir siendo independientes.
Pōmare IV finalmente cedió y gobernó bajo la administración francesa desde 1847 hasta 1877. Los restos de la Reina Pōmare IV se encuentran en el Mausoleo Real, Papaʻoa, ʻArue. Fue sucedida por Pōmare V, quien reinó entre 1877 y 1880.

### Descendencia
En diciembre de 1822, Pōmare se casó con el futuro rey Tapoa II de Taha'a y Bora Bora; este matrimonio no tuvo hijos y terminó con la reina repudiando el matrimonio sobre la base de que era estéril. Se volvió a casar el 5 de diciembre de 1832 con su primo hermano, Tenaniʻa Ariʻifaʻaite a Hiro (10 de enero de 1820 - 6 de agosto de 1873). Con su segundo marido, ella tuvo diez hijos:
1. Un niño (1833, murió joven de disentería).[9][10]
2. Henry Pōmare (agosto de 1835, murió joven de disentería).[10]
3. Ariʻiaue Pōmare (12 de agosto de 1838 - 10 de mayo de 1856), Príncipe Heredero de Tahití, Ariʻi de Afaʻahiti.
[8]
4. Pōmare V (3 de noviembre de 1839 - 12 de junio de 1891), sucedió como Rey de Tahití.[8]
5. Teriʻimaevarua II (23 de mayo de 1841 - 12 de febrero de 1873), sucedió como reina de Bora Bora.
[8]
6. Tamatoa V (23 de septiembre de 1842 - 30 de septiembre de 1881), sucedió como Rey de Ra'iātea.
[8]
7. Victoria Pōmare-vahine (1844 – junio de 1845).[11][12][13]
8. Punuariʻi Teriʻitapunui Pōmare (20 de marzo de 1846 - 18 de septiembre de 1888), Ariʻi de Mahina y Presidente de la Corte Suprema de Tahití.[8][14]
9. Teriʻitua Tuavira Pōmare (17 de diciembre de 1847 - 9 de abril de 1875), Ariʻirahi de Hitiaʻa, llamado el "Príncipe de Joinville".[8]
10. Tevahitua Pōmare (1850/1852, murió joven).[15][16]

## Ancestros
|  |                                         |  |  |  |  |  |  |  |  |  |  |  |  |  |  |  |
|  | 16. Tu-moe-hania                        |  |  |  |  |  |  |  |  |  |  |  |  |  |  |  |
|  |                                         |  |  |  |  |  |  |  |  |  |  |  |  |  |  |  |
|  |                                         |  |  |  |  |  |  |  |  |  |  |  |  |  |  |  |
|  | 8. Teu Tunuieaite Atua                  |  |  |  |  |  |  |  |  |  |  |  |  |  |  |  |
|  |                                         |  |  |  |  |  |  |  |  |  |  |  |  |  |  |  |
|  |                                         |  |  |  |  |  |  |  |  |  |  |  |  |  |  |  |
|  | 17. Tetua-huria                         |  |  |  |  |  |  |  |  |  |  |  |  |  |  |  |
|  |                                         |  |  |  |  |  |  |  |  |  |  |  |  |  |  |  |
|  |                                         |  |  |  |  |  |  |  |  |  |  |  |  |  |  |  |
|  | 4. Pōmare I                             |  |  |  |  |  |  |  |  |  |  |  |  |  |  |  |
|  |                                         |  |  |  |  |  |  |  |  |  |  |  |  |  |  |  |
|  |                                         |  |  |  |  |  |  |  |  |  |  |  |  |  |  |  |
|  | 18. Tamatoa III (= 24)                  |  |  |  |  |  |  |  |  |  |  |  |  |  |  |  |
|  |                                         |  |  |  |  |  |  |  |  |  |  |  |  |  |  |  |
|  |                                         |  |  |  |  |  |  |  |  |  |  |  |  |  |  |  |
|  | 9. Tetupaia-i-Hauiri                    |  |  |  |  |  |  |  |  |  |  |  |  |  |  |  |
|  |                                         |  |  |  |  |  |  |  |  |  |  |  |  |  |  |  |
|  |                                         |  |  |  |  |  |  |  |  |  |  |  |  |  |  |  |
|  | 19. Mai-he’a                            |  |  |  |  |  |  |  |  |  |  |  |  |  |  |  |
|  |                                         |  |  |  |  |  |  |  |  |  |  |  |  |  |  |  |
|  |                                         |  |  |  |  |  |  |  |  |  |  |  |  |  |  |  |
|  | 2. Pōmare II                            |  |  |  |  |  |  |  |  |  |  |  |  |  |  |  |
|  |                                         |  |  |  |  |  |  |  |  |  |  |  |  |  |  |  |
|  |                                         |  |  |  |  |  |  |  |  |  |  |  |  |  |  |  |
|  | 20. Teri’i-Vaetua-i-Ahura’i             |  |  |  |  |  |  |  |  |  |  |  |  |  |  |  |
|  |                                         |  |  |  |  |  |  |  |  |  |  |  |  |  |  |  |
|  |                                         |  |  |  |  |  |  |  |  |  |  |  |  |  |  |  |
|  | 10. Teihotu-i-Ahura’i                   |  |  |  |  |  |  |  |  |  |  |  |  |  |  |  |
|  |                                         |  |  |  |  |  |  |  |  |  |  |  |  |  |  |  |
|  |                                         |  |  |  |  |  |  |  |  |  |  |  |  |  |  |  |
|  | 21. Airoro-ana’a-i-Farepu’a             |  |  |  |  |  |  |  |  |  |  |  |  |  |  |  |
|  |                                         |  |  |  |  |  |  |  |  |  |  |  |  |  |  |  |
|  |                                         |  |  |  |  |  |  |  |  |  |  |  |  |  |  |  |
|  | 5. Tetua-nui-reia-i-te-raʻi-atea        |  |  |  |  |  |  |  |  |  |  |  |  |  |  |  |
|  |                                         |  |  |  |  |  |  |  |  |  |  |  |  |  |  |  |
|  |                                         |  |  |  |  |  |  |  |  |  |  |  |  |  |  |  |
|  | 22. Punua Teraitua-i-Nu’urua            |  |  |  |  |  |  |  |  |  |  |  |  |  |  |  |
|  |                                         |  |  |  |  |  |  |  |  |  |  |  |  |  |  |  |
|  |                                         |  |  |  |  |  |  |  |  |  |  |  |  |  |  |  |
|  | 11. Vave’a Tetua-nui-rei-a-ite Ra’iatea |  |  |  |  |  |  |  |  |  |  |  |  |  |  |  |
|  |                                         |  |  |  |  |  |  |  |  |  |  |  |  |  |  |  |
|  |                                         |  |  |  |  |  |  |  |  |  |  |  |  |  |  |  |
|  | 23. Fetefete-te-ui                      |  |  |  |  |  |  |  |  |  |  |  |  |  |  |  |
|  |                                         |  |  |  |  |  |  |  |  |  |  |  |  |  |  |  |
|  |                                         |  |  |  |  |  |  |  |  |  |  |  |  |  |  |  |
|  | 1. Pōmare IV                            |  |  |  |  |  |  |  |  |  |  |  |  |  |  |  |
|  |                                         |  |  |  |  |  |  |  |  |  |  |  |  |  |  |  |
|  |                                         |  |  |  |  |  |  |  |  |  |  |  |  |  |  |  |
|  | 24. Tamatoa III (= 18)                  |  |  |  |  |  |  |  |  |  |  |  |  |  |  |  |
|  |                                         |  |  |  |  |  |  |  |  |  |  |  |  |  |  |  |
|  |                                         |  |  |  |  |  |  |  |  |  |  |  |  |  |  |  |
|  | 12. Vetea-raʻi Uʻuru                    |  |  |  |  |  |  |  |  |  |  |  |  |  |  |  |
|  |                                         |  |  |  |  |  |  |  |  |  |  |  |  |  |  |  |
|  |                                         |  |  |  |  |  |  |  |  |  |  |  |  |  |  |  |
|  | 25. Hapaitaha’a                         |  |  |  |  |  |  |  |  |  |  |  |  |  |  |  |
|  |                                         |  |  |  |  |  |  |  |  |  |  |  |  |  |  |  |
|  |                                         |  |  |  |  |  |  |  |  |  |  |  |  |  |  |  |
|  | 6. Tamatoa IV                           |  |  |  |  |  |  |  |  |  |  |  |  |  |  |  |
|  |                                         |  |  |  |  |  |  |  |  |  |  |  |  |  |  |  |
|  |                                         |  |  |  |  |  |  |  |  |  |  |  |  |  |  |  |
|  | 26. Uruatu                              |  |  |  |  |  |  |  |  |  |  |  |  |  |  |  |
|  |                                         |  |  |  |  |  |  |  |  |  |  |  |  |  |  |  |
|  |                                         |  |  |  |  |  |  |  |  |  |  |  |  |  |  |  |
|  | 13. Opai-pai Te-roro                    |  |  |  |  |  |  |  |  |  |  |  |  |  |  |  |
|  |                                         |  |  |  |  |  |  |  |  |  |  |  |  |  |  |  |
|  |                                         |  |  |  |  |  |  |  |  |  |  |  |  |  |  |  |
|  | 27. Teri'i Iti                          |  |  |  |  |  |  |  |  |  |  |  |  |  |  |  |
|  |                                         |  |  |  |  |  |  |  |  |  |  |  |  |  |  |  |
|  |                                         |  |  |  |  |  |  |  |  |  |  |  |  |  |  |  |
|  | 3. Teri’to’-o-terai Tere-moe-moe        |  |  |  |  |  |  |  |  |  |  |  |  |  |  |  |
|  |                                         |  |  |  |  |  |  |  |  |  |  |  |  |  |  |  |
|  |                                         |  |  |  |  |  |  |  |  |  |  |  |  |  |  |  |
|  | 28. Mau’a                               |  |  |  |  |  |  |  |  |  |  |  |  |  |  |  |
|  |                                         |  |  |  |  |  |  |  |  |  |  |  |  |  |  |  |
|  |                                         |  |  |  |  |  |  |  |  |  |  |  |  |  |  |  |
|  | 14. Mato Teri’i Tepoara’i               |  |  |  |  |  |  |  |  |  |  |  |  |  |  |  |
|  |                                         |  |  |  |  |  |  |  |  |  |  |  |  |  |  |  |
|  |                                         |  |  |  |  |  |  |  |  |  |  |  |  |  |  |  |
|  | 29. Te-atua-nui-marama                  |  |  |  |  |  |  |  |  |  |  |  |  |  |  |  |
|  |                                         |  |  |  |  |  |  |  |  |  |  |  |  |  |  |  |
|  |                                         |  |  |  |  |  |  |  |  |  |  |  |  |  |  |  |
|  | 7. Tu-ra’i-ariʻi E-he-vahine            |  |  |  |  |  |  |  |  |  |  |  |  |  |  |  |
|  |                                         |  |  |  |  |  |  |  |  |  |  |  |  |  |  |  |
|  |                                         |  |  |  |  |  |  |  |  |  |  |  |  |  |  |  |
|  | 30. Teri’i-taria Te-ha’apapa            |  |  |  |  |  |  |  |  |  |  |  |  |  |  |  |
|  |                                         |  |  |  |  |  |  |  |  |  |  |  |  |  |  |  |
|  |                                         |  |  |  |  |  |  |  |  |  |  |  |  |  |  |  |
|  | 15. Te-ha’apapa I                       |  |  |  |  |  |  |  |  |  |  |  |  |  |  |  |
|  |                                         |  |  |  |  |  |  |  |  |  |  |  |  |  |  |  |
|  |                                         |  |  |  |  |  |  |  |  |  |  |  |  |  |  |  |
|  | 31. Teri’i-ohua-e-te-anuanua-i-te-tuahu |  |  |  |  |  |  |  |  |  |  |  |  |  |  |  |
|  |                                         |  |  |  |  |  |  |  |  |  |  |  |  |  |  |  |
|  |                                         |  |  |  |  |  |  |  |  |  |  |  |  |  |  |  |

## Sucesión
| Título                   | Título                    | Título                |
| ------------------------ | ------------------------- | --------------------- |
| Precedido por Pōmare III | Reina de Tahití 1827–1877 | Sucedido por Pōmare V |

- Datos: Q466838
- Multimedia: Pōmare IV / Q466838